# Homo antecessor
Homo antecessor (člověk předchůdce) žil v letech 1,2 mil. (snad i 1,4 mil.) – 700 tis. let př. n. l., přičemž někdy se existence prodlužuje až na hodnotu 500 tis. let př. n. l. Byl jedním z prvních hominidů v Evropě.

## Evoluce
Nejvíce nálezů (jediné kosterní zkameněliny) se našlo ve Španělsku, další pocházejí z Anglie (pouze zuby a nástroje). Evoluční zařazení H. antecessor je předmětem jistých sporů. Někdy je považován za spojovací článek mezi Homo ergaster a Homo heidelbergensis. Jiní ho považují za slepou vývojovou linii navazující na H. ergaster. Další názor tvrdí, že jde jen o poddruh nebo regionální formu H. heidelbergensis. Proteom získaný ze zubu prokázal příbuznost tohoto hominida s neandrtálci, denisovany a Homo sapiens, ke kterým zřejmě tvořil sesterskou skupinu.

## Popis
Průměrná velikost mozku byla 1000–1150 cm3. V Atapuerce (jeskyně Gran Dolina) ve Španělsku se našlo mnoho důkazů, které dosvědčují, že H. antecessor odděloval kusy lidských těl od kostí, lidské kosti drtil a následně je házel do stejných míst jako kosti zvířat. To ukazuje, že byl s největší pravděpodobností kanibal. H. antecessor byl asi 1,6–1,8 m vysoký a poměrně robustní – samci mohli vážit až okolo 90 kg.

### Morfologie
Kompletní kostra není k dispozici, přesto lze odvodit některé základní morfologické rysy. Byly u něj již vyvinuté sapientní znaky připomínající v řadě lebečních charakteristik moderního člověka a to především nevystupující lícní kosti a nízká prognacie obličeje. Brada byla ustupující, jako u většiny druhů homo. Homo antecessor byl již plně bipední a v průměru měl podobnou postavu jako dnešní člověk. Měl však o něco širší hrudník a delší paže.